# 即刻救援2
《即刻救援2》（英語：Taken 2）是一部2012年法國、美國、土耳其及英國合拍的動作驚悚片，由奧利維爾·米加頓執導，盧·貝松監製並與勞勃·馬克·卡門共同擔任編劇，連恩·尼遜、瑪姬·格蕾斯、芳姬·詹森、瑞德·薛比吉亞、勒蘭德·奥瑟、瓊·葛茲、D·B·史威尼和盧克·格里姆斯主演。電影講述布萊恩·米爾斯（Bryan Mills，尼遜飾演）帶著妻女來到伊斯坦堡度假，但兩年前女兒綁案的一名仇人卻綁架了布萊恩及前妻，以企圖報復。
本片為2008年電影《即刻救援》的續集，以及《即刻救援》系列電影的第二部作品。《即刻救援2》2012年10月3日在法國上映，全球票房超過3.76億美元，但影評人的評價褒貶不一，整體口碑不如前作。2015年推出續集《即刻救援3》。

## 劇情
阿爾巴尼亞黑手黨頭目兼自由恐怖份子穆拉德·霍查在特羅波亞舉行的兒子馬科及其同伙的葬禮，發誓要向殺害兒子的兇手報仇。他與手下前往巴黎，根據在馬科死亡現場留下的名片，審問並折磨了前对外安全总局探員、後成為腐敗國家警察文職的尚-克勞德·皮特爾，但一無所獲。然後，穆拉德賄賂了一名腐敗的警察官員以獲取尚-克勞德的檔案，推測尚-克勞德的舊識布萊恩·米爾斯對此負責，他正在伊斯坦堡度假。
與此同時，布萊恩剛在伊斯坦堡為一位富有的沙烏地阿拉伯酋長完成了為期三天的維安工作，前妻蕾娜和女兒琴也驚喜地來到此處，決定一起度假。第二天，布萊恩和蕾娜出去吃午餐時，發現穆拉德的手下跟蹤他們，於是讓蕾娜先逃跑，然後自行甩開阿爾巴尼亞人，但最終在阿爾巴尼亞人抓住蕾娜時投降。布萊恩認為琴也會是目標，於是致電琴，告訴她躲在衣櫃裡以躲避綁匪。當綁匪射殺兩名保全而被迫逃跑時，她差點被抓獲。
布萊恩恢復知覺後，發現自己在一間空蕩蕩的地下室裡，頭頂上被一根管子用束線帶綁著。他用藏在襪子裡的微型手機聯絡琴，並指示她向美國大使館報警；反之，琴說服布萊恩讓自己幫忙。琴依照布萊恩的指示打開父親的裝備箱，取出一枚手榴彈，並在附近的屋頂上引爆。由此產生的聲音讓布萊恩能指示她對自己的位置進行三角測量。
暴徒們把蕾娜帶進來，在她的脖子上劃開一小傷口，然後把她倒掛起來，讓其流血致死。他們一離開，布萊恩掙脫束縛並放下蕾娜。接下來，他讓琴又引爆了兩枚手榴彈來找到自己的位置，並告訴她透過煙囪尋找蒸氣來引導她到達位置。琴將一把槍扔進煙囪，布萊恩用這把槍殺死了守衛。布萊恩成功救到了琴，但眼睜睜地看著蕾娜被暴徒重新抓獲。布萊恩和琴偷了一輛計程車，追趕綁匪的廂型車，綁匪的一名追隨者趕來分散了他們的注意力。隨後發生了一場追逐和槍戰，引起了土耳其警方的注意，最後布萊恩設法將追隨者的車引誘到迎面駛來的火車，讓對方的車被火車撞翻並引爆。
布萊恩將琴留在美國大使館，利用自己被綁時的記憶找到了穆拉德的藏身處。他救出了蕾娜，並將倖存的暴徒追到了一間舊澡堂，在此殺光了暴徒們。布萊恩面對穆拉德，提出交易：若穆拉德願意回家並放棄復仇，自己便放過他一命。穆拉德同意後，布萊恩放下槍並轉身離開，但穆拉德卻趁機拿起槍想偷襲他，卻發現槍裡沒有子彈。布萊恩意識到穆拉德永遠不會放棄對他的仇恨，於是將穆拉德的腦袋次向鋒利的毛巾鉤，殺死了對方。
三週後，米爾斯一家在洛杉磯的一家小餐館裡喝奶昔慶祝琴通過了駕駛考試。令布萊恩驚訝的是，琴的男友傑米也加入了他們；琴開玩笑地告訴父親「別射殺他」。

## 演員
- 連恩·尼遜飾演布萊恩·米爾斯（Bryan Mills）
- 瑪姬·格蕾斯飾演琴·米爾斯（Kim Mills）
- 芳姬·詹森飾演蕾娜·米爾斯-聖約翰（Lenore Mills-St John）
- 瑞德·薛比吉亞（英语：Rade Šerbedžija）飾演穆拉德·霍查（Murad Hoxha）
- 勒蘭德·奥瑟（英语：Leland Orser）飾演山姆·吉羅伊（Sam Gilroy）
- 瓊·葛茲飾演馬克·凱西（Mark Casey）
- D·B·史威尼（英语：D. B. Sweeney）飾演柏尼·哈里斯（Bernie Harris）
- 盧克·格里姆斯飾演傑米·康拉德（Jamie Conrad）
- 奧利維·拉布爾丹（英语：Olivier Rabourdin）飾演尚-克勞德·皮特爾（Jean-Claude Pitrel）
- 凱沃克·馬利基揚（英语：Kevork Malikyan）飾演杜爾馬茲督察（Inspector Durmaz）
- 露奈兒（英语：Luenell）飾演駕駛教練
- 艾藍·費拉茲（Alain Figlarz）飾演蘇科（Suko）

## 反響

### 票房
《即刻救援2》在北美的票房收入為1.399億美元，在其他地區的票房收穫2.363億美元，這使得本片的全球總票房達到3.761億美元，而製作預算為4500萬美元。
本片在北美上映首日便奪得票房冠軍，收入1840萬美元，其中150萬美元來自午夜場。《即刻救援2》在北美首映週末票房收入為4950萬美元，在3661家影院上映，每家影院平均票房為1.3萬美元，成為當週票房冠軍，創下了PG-13電影在北美10月上映的最高票房新紀錄，在其他市場獲得了約5500萬美元的收入。北美票房次週末較首周末下降55.8%，票房收入2190萬美元，但仍穩居冠軍寶座。到第五週，該片在菲律賓的總票房為338萬美元。
電影最大的海外市場是英國、法國、澳洲和韓國，票房收入分別為3780萬美元、2440萬美元、2020萬美元和1550萬美元。

### 評價
《即刻救援2》在爛番茄網站上基於173篇評論，新鮮度22%，平均得分4.2／10；該網站共識：「《即刻救援2》整體而言失去了原版大受歡迎的動感刺激和驚喜。」在Metacritic上，電影根據35位影評的打分而獲得45分（滿分100），代表「褒貶不一的評價」。
據CinemaScore的調查，從A+到F間，觀眾給本片的平均分數為「B+」，低於前集的「A−」。